# Alejandro Schmitt
Alejandro Schmitt (JANO) es un pintor y fotógrafo nacido el 17 de agosto de 1960 en Rosario, Provincia de Santa Fe, Argentina. 
Desde muy joven y gracias a la pasión familiar por los grandes viajes, recorrió prácticamente todo el mundo, como viajero primero y como profesional de la fotografía después, trabajando para agencias y revistas geográficas de ámbito internacional, hasta que recala en 1986 en Murcia, España, donde comienza su trayectoria como pintor. 
Dentro del mundo de la fotografía, además de las innumerables publicaciones, ha realizado muestras individuales y colectivas en Rosario, Buenos Aires, San José de Costa Rica, Ciudad de México, Nueva York y Los Ángeles.
Desde que comenzó su andadura en la pintura lleva hechas exposiciones individuales y colectivas en grandes ciudades de Europa como Granada, Murcia, Cartagena, Alicante, Madrid, Barcelona, Palabás, Montpellier, París y Milán, llegando a ser invitado en 1992 a realizar una muestra en el Museo Español de Arte Contemporáneo de Madrid. 
Todo esto sin dejar nunca de exponer en pequeños ayuntamientos de su entorno cercano y querido, como Águilas, Lorca, Cieza o Abarán.
Se puede encontrar obra suya en colecciones públicas y privadas de Italia, Francia, Reino Unido, España, Estados Unidos, Chile, México, Uruguay y Argentina. 
Casado y con dos hijos, Alejandro Schmitt vive y trabaja actualmente en su Casa-Taller de Murcia, España.
- Datos: Q5665471